# Мунинский сельсовет (Дагестан)
Мунинский сельсовет  — административно-территориальная единица и муниципальное образование со статусом сельского поселения в Ботлихском районе Дагестана Российской Федерации.
Административный центр — село Муни.

## Население
| 2002  | 2010  | 2012  | 2013  | 2014  | 2015  | 2016  |
| ----- | ----- | ----- | ----- | ----- | ----- | ----- |
| 3361  | ↗3877 | ↗3912 | ↗3927 | ↗3998 | ↗4037 | ↗4117 |
| 2017  | 2018  | 2019  | 2020  | 2021  | 2023  | 2024  |
| ↗4183 | ↗4206 | ↗4263 | ↗4331 | ↘4174 | ↗4250 | ↗4330 |
| 2025  |       |       |       |       |       |       |
| ↗4378 |       |       |       |       |       |       |

## Состав
| № | Населённый пункт | Тип населённого пункта       | Население |
| - | ---------------- | ---------------------------- | --------- |
| 1 | Муни             | село, административный центр | ↗3400     |
| 2 | Ортаколо         | село                         | ↗725      |
| 3 | Рушуха           | село                         | ↘49       |